# Parlament von Ghana
Das Parlament von Ghana (englisch Parliament of Ghana) ist das gesetzgebende Organ der Republik Ghana mit Sitz in Accra. Wie auch der Präsident wird das Parlament als Verfassungsorgan direkt vom Staatsvolk gewählt. Aufgrund des Einkammersystems nimmt es alle Aufgaben der Legislative allein wahr.
Das amtierende, 2020 gewählte Parlament besteht aus 275 Abgeordneten, die für vier Jahre nach dem Mehrheitswahlrecht in Wahlkreisen gewählt wurden. 39 von ihnen sind Frauen, was einem Anteil von etwa 14,2 % entspricht.
Das heutige ghanaische Parlament besteht auf der Grundlage der nunmehr vierten Verfassung Ghanas von 1992. Diese regelt in Kapitel 10 die wesentliche Grundlage des Parlamentes, in den Paragraphen 93 bis 123 des Verfassungstextes. Die Mindestmitgliedszahl von 140 Parlamentariern wird dabei bereits auf Verfassungsgrundlage festgelegt (Kapitel 10, Paragraph 93). Kapitel sieben der Verfassung regelt das Wahlrecht und den Bestand von politischen Parteien (Kapitel 7, Paragraph 42 bis 56).

## Mandatsvergabe
Hauptartikel: Verfassung Ghanas
Wählbar und damit Inhaber des passiven Wahlrechts ist jeder ghanaische Staatsangehörige, der das Alter von mindestens 21 Jahren erreicht hat, seine Steuern gezahlt hat und in dem Wahlkreis wohnhaft ist, in dem er sich für ein Direktmandat bewirbt (Kapitel 10, Paragraph 9). Ein Kandidat kann auch in einem anderen Wahlkreis wohnhaft sein, muss dann aber mindestens fünf der vergangenen 10 Jahre vor seiner Kandidatur für das Amt des Parlamentsmitgliedes in dem Wahlkreis wohnhaft gewesen sein, für den er sich bewirbt (Kapitel 10, Paragraph 94b).
Ghana wird gemäß Kapitel 7 der Verfassung von 1992 in Wahlbezirke eingeteilt deren Anzahl immer der Anzahl der Sitze im Parlament entsprechen muss. Bei den Wahlen von 1992, 1996 und 2000 war Ghana noch in 200 Wahlkreise eingeteilt, das Parlament hatte folglich 200 Sitze. Erst zur Wahl 2004 wurden einige Wahlkreise und bei der einhergehenden Verwaltungsreform auch weitere Distrikte neu eingeteilt. Seither bestehen 230 Wahlkreise und das Parlament hat 230 Sitze. Bei der Einteilung der Wahlkreise muss verfassungsmäßig der Zuschnitt der Regionen Ghanas berücksichtigt werden. Kein Wahlkreis darf sich auf mehr als eine Region erstrecken (Kapitel 7, Paragraph 47, Absatz 2). Die Wahlkreise sollen möglichst gleich groß also mit einem gleich großen Bevölkerungsanteil in jedem Wahlkreis bemessen werden (Kapitel 7, Paragraph 47, Absatz 7). Hiervon kann jedoch aufgrund der geographischen Besonderheiten des Wahlkreises, der Verteilung von Telekommunikationstechnik im Wahlkreis oder unter Berücksichtigung eines traditionell zusammengehörigen Gebietes abgewichen werden (Kapitel 7, Paragraph 47, Absatz 4). Zum Mitglied des Parlamentes kann keine Person gewählt werden, die bereits in einer öffentlichen Position im Staatsdienst tätig ist oder die Position eines amtierenden traditionellen Herrschers (englisch Chief) innehat (Kapitel 10, Paragraph 94g, Absatz 3b). Dieser Ausschluss umfasst neben einem Richteramt auch den Dienst bei der ghanaischen Polizei, dem Statistischen Amt oder der nationalen Feuerwehr (Kapitel 10, Paragraph 94g, Absatz 3b). Die Existenz der traditionellen Herrscher in Ghana ist verfassungsmäßig garantiert. Die traditionellen Herrscher wählen aus ihren Reihen Chief's, die sich im Nationalen Rat der Chief's (National House of Chiefs) versammeln und als beratendes Organ mit Verfassungsrang für die anderen Staatsorgane tätig sind und so auch beratend Einfluss auf die Gesetzgebung des Parlamentes nehmen können.
Das aktive Wahlrecht steht jeder Person mit ghanaischer Staatsangehörigkeit ab dem 18ten Lebensjahr zu. Die Wahl ist in Ghana geheim. Die einfache Mehrheit reicht bei der Wahl der Parlamentsmitglieder in ihrem Wahlkreis aus, um als gewählt zu gelten. Ist nur ein Kandidat nominiert, so findet keine Wahl statt, der Kandidat wird ernannt (Kapitel 7, Paragraph 50, Absatz 3). Der gewählte Volksvertreter eines Wahlkreises zieht direkt ins Parlament ein.
Ein Parlamentsmitglied verliert seinen Sitz im Parlament gem. Paragraph 97 Abs. 1 der ghanaischen Verfassung von 1992, wenn es
- zum Sprecher des Parlaments gewählt wird,
- durch das Parlament seines Sitzes enthoben wird,
- an wenigstens fünfzehn Parlamentssitzungen unentschuldigt fehlt und auch nachträglich keine hinreichende Erklärung gegenüber dem parlamentarischen Rat für Privilegien abgeben kann, oder
- von dem Amt durch schriftliche Erklärung gegenüber dem Parlamentssprecher zurücktritt,
- als Parlamentsmitglied in einer Wahl nicht mehr kandidieren könnte gem. Paragraph 94 der Verfassung
- als unabhängiger Kandidat in das Parlament gewählt wurde und später einer politischen Partei betritt.

Die Parlamentarier werden angemessen gem. Paragraph 71 der ghanaischen Verfassung von 1992 vergütet. Ihnen ist es gem. Paragraph 98 Abs. 2 der ghanaischen Verfassung von 1992 untersagt direkt oder indirekt eine gewinnbringende Tätigkeit auszuüben, solange diese nicht vom Sprecher des Parlaments genehmigt wurde.
Nach erfolgten Wahlen hat jedes Parlamentsmitglied einen Amtseid vor dem Parlament abzulegen. Vor diesem Eid darf ein Mitglied des Parlaments keinerlei Tätigkeit entfalten, außer an den Wahlen zum Sprecher des Parlaments teilzunehmen (Paragraph 100 der ghanaischen Verfassung von 1992).

## Organisation des Parlaments

### Sprecher des Parlaments
Nach den Wahlen hat die stärkste Partei im Parlament das Recht den Sprecher des Parlaments (Speaker of Parliament) zu nominieren. Die Mehrheitspartei wird hierzu unter Berücksichtigung der Belange anderer Parteien im Parlament einen geeigneten Kandidaten vorschlagen (Kapitel 10, Paragraph 95). Die Position des Parlamentssprechers muss nicht an ein Mitglied des neu gewählten Parlaments vergeben werden, jedoch muss der Parlamentssprecher grundsätzlich die Eignung zum Amt des Parlamentsmitgliedes vorweisen.
Solange die Position des Sprechers des Parlaments nicht besetzt ist oder frei ist in der laufenden Amtsperiode, können gem. Paragraph 95, Abs. 2 der ghanaischen Verfassung von 1992 keinerlei Beschlüsse gefasst oder Wahlen abgehalten werden, bis auf die Wahl eines Sprechers des Parlaments (Kapitel 10, Paragraph 95, Abs. 3). Ein Sprecher des Parlaments scheidet gem. Kapitel 10, Paragraph 95 Abs. 2 der ghanaischen Verfassung von 1992 aus dem Amt aus, wenn er
- schriftlich gegenüber dem Clerk seinen Rücktritt erklärt,
- vor einer Drei-Viertel-Mehrheit des Parlaments aus dem Amt enthoben wird,
- Minister oder Staatsminister in der amtierenden Regierung wird, oder
- ein Umstand eintritt, der den Sprecher in einer Wahl für das Parlament von der Wahl ausschließen würde.

Vor seinem Amtsantritt legt der durch die einfache Mehrheit des Parlaments gewählte Sprecher des Parlaments seinen Amtseid ab. Zurzeit hat Alban Sumana Kinsford Bagbin das Amt des Parlamentssprechers inne.
Der Sprecher des Parlaments hat das Hausrecht inne und sorgt für die Einhaltung der Ordnung im Parlament und ist Vorsitzender der Parlamentsverwaltung. Der Parlamentssprecher hat sich unparteiisch zu verhalten. Der Parlamentssprecher hat sich in der Regel nicht in Debatten einzumischen, sondern für den Reibungslosen Ablauf der Debatten zu sorgen. Dem Sprecher des Parlaments wird hierbei ausdrücklich zugestanden, hinter den Kulissen seinen Einfluss geltend zu machen, um hier zu einer Einigung zwischen der Regierungspartei und der Opposition zu gelangen. Ferner ist gegenüber dem Sprecher der Rücktritt eines Mitgliedes des Parlaments von seinem Amt schriftlich anzuzeigen und die Erlaubnis einzuholen, eine Nebenbeschäftigung auszuüben.
siehe auch: Liste der Parlamentssprecher Ghanas

### Stellvertreter des Sprechers des Parlaments
Zur Wahrnehmung seiner Aufgaben sind dem Sprecher des Parlaments zwei Stellvertreter zur Seite gestellt. Beide Stellvertreter sollen gem. Paragraph 96, Abs. 1 der ghanaischen Verfassung von 1992 aus unterschiedlichen Parteien stammen und Mitglieder des Parlaments sein.
Erster Stellvertreter des Sprechers des Parlaments ist Joseph Osei Owusu von der New Patriotic Party (NPP). Zum zweiten Stellvertreter des Parlamentssprechers wurde der parteilose Andrew Amoako Asiamah gewählt.

### Sonstige
Weitere führende Rollen innerhalb des Parlaments nehmen der Fraktionsvorsitzende der Mehrheitspartei (Majority Leader) und der Vorsitzende der zweitstärksten Fraktion (Minority Leader) ein. Während der Parlamentsdebatten sind die Fraktionsvorsitzenden verantwortlich für die Einhaltung der Ordnung innerhalb ihrer Fraktionen. Sie bereiten das Tagesgeschäft des Parlaments vor und treten in der Öffentlichkeit als führende Vertreter des Parlaments auf. Beide Positionen innerhalb der Fraktionen werden durch einfache Mehrheitswahl besetzt von den jeweiligen Mitgliedern der Fraktionen.
Zurzeit hat Felix Owusu-Adjapong von der New Patriotic Party den Posten des Fraktionsvorsitzenden der Mehrheitspartei inne und Alban Bagbin das Amt des Fraktionsvorsitzenden der zweitstärksten Partei, der Partei National Democratic Congress inne.

## Organisation der Abgeordneten
Zu jedem wichtigen Fachgebiet existiert ein Ausschuss des ghanaischen Parlaments. Bei den Ausschüssen sind zum einen die festen Ausschüsse zu nennen, die in der ersten Parlamentssitzung gem. Paragraph 103 Abs. 2 der ghanaischen Verfassung von 1992 nach den Wahlen des Parlamentssprechers und seiner Stellvertreter besetzt werden. Zum anderen sind nach Bedarf durch das Parlament weitere Ausschüsse zu besetzen. Jeder Parlamentarier soll gemäß Paragraph 103 der ghanaischen Verfassung von 1992 in wenigstens einem Ausschuss tätig sein. Die Ausschüsse sollen gemäß Paragraph 103 Abs. 5 der ghanaischen Verfassung von 1992 möglichst nach dem Verhältnis der Parteien besetzt werden.
Zu den festen Ausschüssen gehören:
- Finanzausschuss (Finance Committee)
- Ausschuss für Geschlechterforschung und Kinder (Gender & Children Committee)
- Ausschuss für Regierungszusicherungen (Government Assurances Committee)
- Ausschuss des Parlaments (House Committee)
- Ausschuss für Personalangelegenheiten (Appointments Committee)
- Wirtschaftsausschuss (Business Committee)
- Ausschuss für die öffentliche Rechnungslegung (Public Accounts Committee)
- Auswahlausschuss (Selection Committee)
- Ausschuss für ergänzende Gesetzgebung (Subsidiary Legislation Committee)
- (Members Holding Offices of Profit Committee)
- Ausschuss für Privilegien (Privileges Committee)
- Rechtsausschuss (Judiciary Committee)
- Ausschuss für besondere Finanzierungen (Special Budget Committee)
- Ausschuss für die Regeln und Verfahrensweisen im Parlament (Standing Orders Committee)

Zu den weiteren Parlamentsausschüssen gehören:
- Kommunikationsausschuss (Communications Committee)
- Ausschuss für Land und Wälder (Lands and Forestry Committee)
- Ausschuss für Landwirtschaft, Lebensmittel und Kakaoangelegenheiten(Agriculture, Food and Cocoa Affairs Committee)
- Ausschuss für lokale Verwaltung und ländliche Entwicklung (Local Government & Rural Development Committee)
- Ausschuss für Arbeit und Bauwesen (Works and Housing Committee)
- Ausschuss für Verfassungsangelegenheiten, Recht und Parlamentarische Angelegenheiten (Constitutional, Legal & Parliamentary Affairs Committee)
- Gesundheitsausschuss (Health Committee)
- Ausschuss für Straßen und Transport (Roads and Transport Committee)
- Verteidigungs- und Innenausschuss (Defence & Interior Committee)
- Jugend- und Sportausschuss (Youth & Sports Committee)
- Bildungsausschuss (Education Committee)
- Ausschuss für Bergbau und Energie (Mines & Energy Committee)
- Umwelt-, Wissenschafts- und Technologieausschuss (Environment, Science & Technology Committee)
- Ausschuss für Handel, Industrie und Tourismus (Trade, Industry & Tourism Committee)

## Geschichte des Parlaments

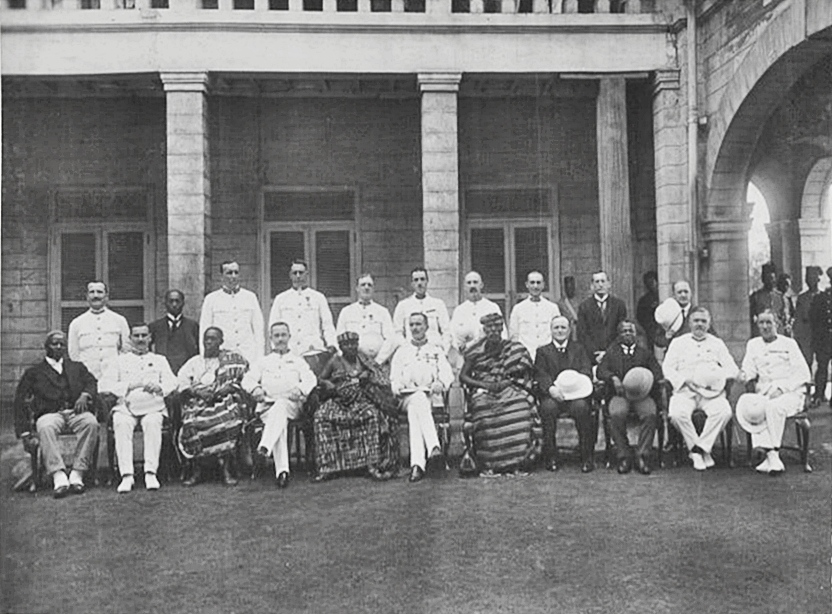
Die Mitglieder des Gesetzgebenden Rates (Legislative Council) der Goldküste im Jahre 1919

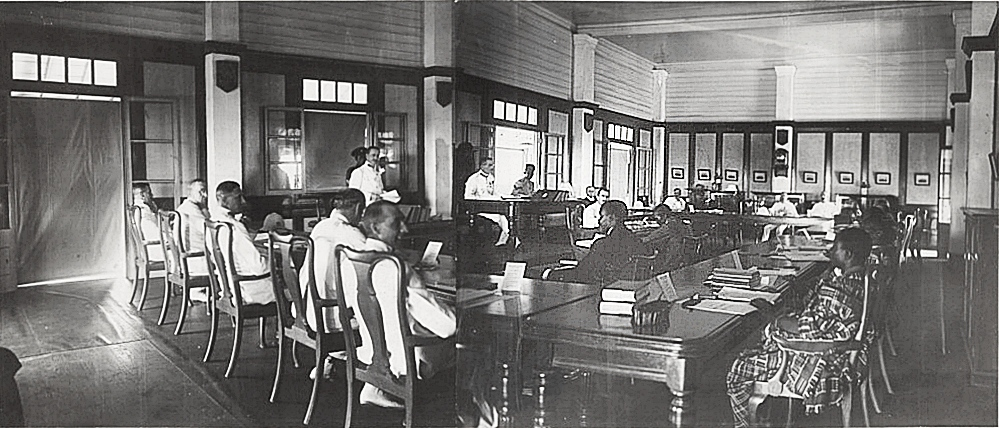
Der Sitzungsraum des Gesetzgebenden Rates der Goldküste im Jahre 1919

Ghana erreichte am 6. März 1957 die Unabhängigkeit von der ehemaligen Kolonialmacht Großbritannien über die Kronkolonie Goldküste. Doch bereits beinahe 100 Jahre vor der Unabhängigkeit wurde der Goldküste im Jahr 1850 ein Gesetzgebender Rat (Legislative Council) gegeben, der dem Gouverneur bei Fragen der Umsetzung der Gesetze und Verordnungen zur Seite stand. Dieser Legislative Council hatte dabei entgegen seiner Bezeichnung keinerlei Teilhabe an der Gesetzgebung, die allein in der Hand der Kolonialmacht lag, sondern lediglich Beratungskompetenz zur Wahrung der Ruhe und Ordnung in der Kolonie.
Im Jahre 1916 wurde der Legislative Council umstrukturiert. Nunmehr bestand er aus neun Mitgliedern, von denen jedenfalls sechs Afrikaner sein sollten, ferner elf festen Mitgliedern und dem Gouverneur selbst. Unter der Guggisberg Constitution wurden darauf im Jahr 1925 die ersten Wahlen zur Legislative Council abgehalten. Auch unter dieser Verfassung hatte der Gouverneur noch immer die alleinige Macht über die Gesetzgebung der Goldküste inne.
Im Jahre 1946 wurde die Guggisberg Constitution durch die Burns Constitution in Kraft gesetzt, die erstmals den gewählten Repräsentanten des Volkes eine anteilige Mehrheit im Legislative Council im Vergleich zu den festen Mitgliedern der Kolonialmacht gab. Erst im Jahr 1951 wurde das System erneut aufgrund der Verfassung von 1950 verändert. Erst mit dieser Verfassung war es dem Legislative Council gestattet den Parlamentssprecher selbst zu wählen. Im Jahr 1951 fanden auch die ersten Wahlen zur nunmehr als Legislative Assembly (Gesetzgebenden Versammlung) bezeichneten Volksvertretung mit 75 gewählten Vertretern. Lediglich drei von der Kolonialmacht ernannte Mitglieder und sechs ernannte Repräsentanten der Interessen des Handels und des Bergbaus standen diesen gewählten Volksvertretern gegenüber.
Eine erneute Verfassungsänderung aus dem Jahr 1954 führte ein Parteiensystem ein und erhöhte die Zahl der Parlamentsmitglieder auf 104 Volksvertreter, die bei den zunächst bei den Wahlen zur Gesetzgebenden Versammlung der Goldküste 1954 und später Wahl zur Gesetzgebenden Versammlung der Goldküste 1956 erneut besetzt wurden. Eine erneute Verfassungsänderung im Jahre 1957 änderte die politische Struktur erneut und formte die Verfassung nach dem Westminster-System. Im Juni 1960 zogen erstmals 10 Frauen in die Nationalversammlung (National Assembly) in neu geschaffene Sitze ein. Mit dem 1. Juli 1960 erzielte Ghana seine volle Souveränität, aus dem Posten des Premierministers wurde ein starker Präsident, der sowohl Staatsoberhaupt als auch Regierungschef wurde. Parlamentswahlen gab es im Jahr 1960 nicht trotz der Sitzerweiterung.
Nachdem im Februar 1964 Präsident Kwame Nkrumah durch eine Verfassungsänderung ein Ein-Parteisystem in Kraft gesetzt hatte, wurden Mitglieder des Parlaments, die anderen Parteien als der Regierungspartei angehörten, quasi über Nacht zu Mitgliedern illegaler Organisationen und teilweise in Haft gesetzt. Die Parlamentswahl 1965 ergab dementsprechend die Besetzung aller parlamentarischen Sitze durch die Convention People’s Party von Präsident Nkrumah. Die Parlamentsfunktion war faktisch in den Händen des Präsidenten. Mit dem Militärputsch des Jahres 1966 wurde nicht nur der Präsident abgesetzt, sondern auch die Verfassung außer Kraft. Die Regierung des National Liberation Council regierte als Militärjunta ohne eine Volksvertretung. Ein Parlament gab es bis zur Rückkehr zur Demokratie im Jahr 1969 nicht mehr. Bei der Parlamentswahl 1969 wurden erneut 140 Sitze im Parlament vergeben, stärkste Partei wurde die Progress Party von Kofi Abrefa Busia.
Nach 22 Monaten Demokratie und einem gewählten Parlament beendete ein erneuter Militärputsch unter Ignatius Kutu Acheampong im Januar 1972 bis zum Oktober 1979 die Existenz eines ghanaischen Parlaments. Ende 1979 wurden wieder demokratische Verhältnisse eingeführt und eine neue Verfassung in Kraft gesetzt. Die Parlamentswahlen in Ghana 1979 wurden abgehalten und 140 Volksvertreter nahmen ihre Tätigkeit auf.
Diese dritte Republik Ghanas wurde in einem Militärputsch im Dezember 1981 durch Jerry Rawlings beendet. Unter Militärdiktator Rawlings wurde in Ghana am 7. Januar 1992 die Vierte Republik ausgerufen und Rawlings bei den bereits 1992 abgehaltenen Wahlen zum Präsidenten gewählt. In dieser Vierten Republik wurden die Wahlen zum Parlament in den Jahren 1992, 1996, 2000 und 2004 bereits viermal demokratisch abgehalten. Auch der durch die Wahlen 2000 herbeigeführte politische Machtwechsel verlief ohne Zwischenfälle.
Im Jahr 2008 wurden insgesamt 230 Parlamentarier aus ebenfalls 230 Wahlbezirken direkt nach dem Mehrheitswahlrecht ins Amt gewählt. Dem Parlament in Ghana stand seit dem 7. Januar 2009 Rt. Hon. Justice Joyce Bamford-Addo als Sprecherin des Parlamentes (englisch Speaker of Parliament) vor. Sie war die erste Frau, die dieses Amt innehatte.